# Коннор Філдс
Коннор Філдс (англ. Connor Fields, нар. 14 вересня 1992, Плейно, Техас, США) — американський
велогонщик, олімпійський чемпіон 2016 року у виді BMX Racing. 

## Виступи на Олімпіадах
| Олімпіада   | Дисципліна | Місце |
| ----------- | ---------- | ----- |
| Лондон 2012 | BMX        | 7     |
| Ріо 2016    | BMX        | 1     |